# Mel Ferrer
Pour les articles homonymes, voir Ferrer.
Mel Ferrer est un acteur, réalisateur et producteur américain né le 25 août 1917 à Elberon dans le New Jersey et mort le 2 juin 2008 à Santa Barbara en Californie.
Incontournable figure du cinéma hollywoodien des années 1950 et 1960, il a joué dans de nombreux films d'époque dont Scaramouche, Les Chevaliers de la Table ronde, Guerre et Paix ou La Chute de l'Empire romain.

## Biographie

### Jeunesse et débuts au cinéma
Melchior Gaston Ferrer naît dans un milieu aisé : son père, José María Ferrer est un chirurgien cubain, d'origine catalane, tandis que sa mère Mary Matilda Irene O'Donohue, d'origine irlandaise,, est la fille de Joseph J. O'Donohue, négociant en café devenu commissaire au New York City Department of Parks and Recreation.
Il commence des études à l'université de Princeton et débute sur scène dans la pièce Awhile to Work, pour laquelle il remporte le Theatre Intime de la meilleure nouvelle pièce par un étudiant de Princeton ; il y a pour partenaire Frances Pilchard qu'il épouse en 1937.
À Broadway, il est figurant dans plusieurs pièces, danseur (You Never Know) et fait ses réels débuts d'acteur à 23 ans. Il travaille également comme disc-jockey au Texas et en Arkansas puis part au Mexique travailler sur un roman. Il dirige et produit également plusieurs émissions de radio pour la NBC. Il fait de modestes débuts de réalisateur avec le film The Girl of the Limberlost (en) en 1945 puis assiste John Ford sur le tournage du film Dieu est mort (dans lequel il fait une petite apparition). Il met en scène Claudette Colbert dans Fureur secrète et obtient son premier vrai rôle en 1949 dans Frontières oubliées avec Beatrice Pearson où il joue un docteur de Nouvelle-Zélande.

### Succès

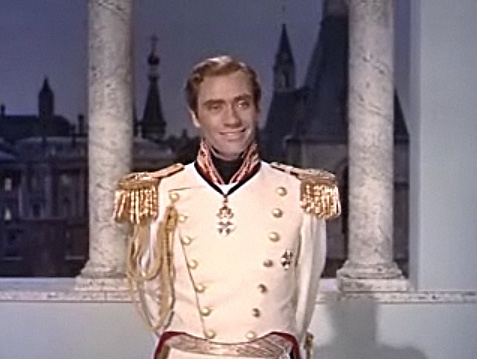
Mel Ferrer dans Guerre et Paix (1956).

Remarqué, Mel Ferrer obtient alors des rôles beaucoup plus importants, notamment dans La Femme aux maléfices (Born to Be Bad) en 1950. L'année suivante, il est l'amant de Marlene Dietrich dans L'Ange des maudits de Fritz Lang avant d'incarner le marquis de Maynes dans le classique du film de cape et d'épée Scaramouche face à Stewart Granger et Janet Leigh. En 1953, il joue dans la comédie musicale Lili, où il a pour partenaire Leslie Caron.
La même année, il rencontre Audrey Hepburn et songe immédiatement à elle pour une pièce de théâtre de Jean Giraudoux. Les répétitions ne sont pas évidentes, à cause du caractère difficile de Mel Ferrer et la presse l'égratigne. Un critique écrit « Je n'ai pas le sentiment qu'il possède tout à fait le style, en matière de tenue ou de diction, qu'exigerait ce rôle difficile »[réf. nécessaire]. Les deux stars tombent amoureuses et se marient le 24 septembre 1954 en Suisse.
Mel Ferrer s'impose à l'écran dans Les Chevaliers de la Table ronde où il tient le rôle du roi Arthur qui dispute l'amour d’ Ava Gardner à Robert Taylor. Il enchaîne avec Du sang dans le soleil et incarne un fringant capitaine dans Oh ! Rosalinda !. Avec Audrey Hepburn et Henry Fonda, il est de la superproduction Guerre et Paix. Budget faramineux, des milliers de figurants, reconstitutions historiques… le tournage est long et rude mais le film de King Vidor est un succès. Mel Ferrer y joue un prince Andreï très digne. L'année suivante, il est un des prétendants de Ingrid Bergman dans Elena et les Hommes de Jean Renoir, puis un écrivain tourmenté dans Le soleil se lève aussi d'Henry King.
Il revient à la réalisation en 1959 avec Vertes Demeures, interprété par Audrey Hepburn et où il fait reconstituer en studio une partie de la forêt amazonienne. Il est en 1961 de l'aventure Le Jour le plus long aux côtés de grandes stars hollywoodiennes de l'époque comme John Wayne, Henry Fonda ou Robert Mitchum. Autre production d'envergure, qui est pourtant un échec, La Chute de l'Empire romain d'Anthony Mann en 1963. Il entame ensuite une carrière plus internationale, tournant beaucoup en Europe, notamment en France pour Julien Duvivier ou en Italie pour Luciano Salce. On l'aperçoit sur le tournage du Deuxième Souffle de Jean-Pierre Melville, en février 1966 à Marseille, film dans lequel il était envisagé pour le rôle d'Orloff. Dans un rôle atypique dans sa carrière, Mel Ferrer incarne Jean-Baptiste de La Salle dans le film El señor de La Salle en 1964. Il réalise un téléfilm, puis un film Cabriola avec Marisol en 1965. En 1967, il produit Seule dans la nuit, dernière collaboration avec Audrey Hepburn qu'il incite à accepter ce rôle. Ils se séparent l'année suivante. Être complexe et tourmenté, il n'a jamais vraiment accepté le fait que son épouse soit plus connue que lui. Il a lui-même déclaré : « Lorsqu'une femme éclipse son mari, comme c'est le cas pour Audrey et moi, cela pose problème. »[réf. nécessaire] Ils restent néanmoins en bons termes.

### Fin de carrière
Les projets de Mel Ferrer au cinéma s'espacent et sont de moins bonne qualité. En 1977, il joue dans Le Crocodile de la mort de Tobe Hooper, apparaît dans quelques épisodes de la série Dallas dont La Promotion où il incarne le patron de Pamela Ewing, puis dans Mille milliards de dollars d'Henri Verneuil en 1981. Après SAS : L'Œil de la veuve d'Andrew V. McLaglen en 1991, il met fin à sa carrière.
Il revient en 1995 et 1998 pour des apparitions à la télévision mais passe la plus grande partie de son temps dans son ranch californien de Carpinteria. Après des problèmes de santé, il emménage dans une résidence pour convalescents de Santa Barbara où il meurt le 2 juin 2008, âgé de 90 ans.

### Vie privée
Mel Ferrer a été marié cinq fois :
- de 1937 à 1939 et de 1944 à 1954 avec Frances Gunby Pilchard ; de cette union naissent trois enfants : un mort en bas âge lors de la première union, Pepa Philippa Ferrer (née en 1941) et Mark Young Ferrer (né en 1944) ;
- de 1940 à 1944 avec Barbara C. Tripp ; de cette union naît un fils, Christopher Ferrer (né en 1944) ;
- de 1954 à 1968 avec Audrey Hepburn ; de cette union naît un fils, Sean Hepburn Ferrer (né en 1960) ;
- de 1971 à sa mort avec la princesse Elizabeth Soukhotine d'origine russe.

## Filmographie

### Cinéma

#### En tant qu'acteur
- 1947 : Dieu est mort de John Ford : le père Serra
- 1949 : Frontières oubliées (Lost Boundaries) d'Alfred L. Werker : Scott Mason Carter
- 1950 : La Femme aux maléfices (Born to Be Bad) de Nicholas Ray
- 1951 : La Corrida de la peur (The Brave Bulls) de Robert Rossen
- 1952 : L'Ange des maudits (Rancho notorious) de Fritz Lang
- 1952 : Scaramouche de George Sidney
- 1953 : Les Chevaliers de la Table ronde (Knights of the Round Table) de Richard Thorpe
- 1953 : Saadia d'Albert Lewin
- 1953 : Lili de Charles Walters
- 1954 : Du sang dans le soleil (Proibito) de Mario Monicelli
- 1955 : Elena et les Hommes de Jean Renoir
- 1955 : Oh ! Rosalinda ! de Michael Powell et Emeric Pressburger
- 1956 : Guerre et Paix (War and peace) de King Vidor
- 1957 : Les Vendanges (The Vintage) de Jeffrey Hayden
- 1957 : Le soleil se lève aussi (The Sun Also Rises) d'Henry King
- 1958 : Tonnerre sur Berlin (Fräulein) de Henry Koster
- 1959 : Le Monde, la Chair et le Diable (The World, the Flesh and the Devil) de Ranald MacDougall
- 1960 : L'Homme à femmes  de Jacques-Gérard Cornu
- 1960 : Et mourir de plaisir (Il sangue e la rosa) de Roger Vadim
- 1961 : Les Mains d'Orlac (The Hands of Orlac) d'Edmond T. Gréville
- 1961 : La Loi de la guerre de Bruno Paolinelli : Mirko
- 1962 : Le Jour le plus long (The Longest Day), de Ken Annakin, Andrew Marton et Bernhard Wicki
- 1962 : Le Diable et les Dix Commandements (sketch no 2), de Julien Duvivier
- 1964 : La Chute de l'Empire romain (The Fall of the romain Empire) d'Anthony Mann
- 1964 : Une vierge sur canapé (Sex and the Single Girl) de Richard Quine
- 1964 : El señor de La Salle (es) de Luis César Amadori
- 1966 : Le Greco de Luciano Salce - également producteur
- 1973 : La chica del Molino Rojo d'Eugenio Martín
- 1974 : L'Antéchrist (L'Anticristo) d'Alberto De Martino
- 1975 : Brannigan (Brannigan) de Douglas Hickox
- 1975 : À en crever (Morte sospetta di una minorenne) de Sergio Martino
- 1976 : Le Corsaire noir (Il Corsaro Nero) de Sergio Sollima
- 1977 : Le Crocodile de la mort (Eating alive) de Tobe Hooper
- 1977 : L'Affaire de la fille au pyjama jaune (La ragazza dal pigiama giallo) de Flavio Mogherini
- 1979 : Le Grand Alligator (Il fiume del grande caimano) de Sergio Martino
- 1979 : Le Visiteur maléfique (Stridulum) de Giulio Paradisi
- 1980 : La Secte des cannibales d'Umberto Lenzi
- 1981 : Mille milliards de dollars d'Henri Verneuil
- 1981 : Lili Marleen de Rainer Werner Fassbinder : David Mendelssohn
- 1991 : SAS : L'Œil de la veuve (Eye of the Widow) d'Andrew V. McLaglen

#### En tant que réalisateur
- 1945 : The Girl of the Limberlost (en)
- 1950 : Fureur secrète (The Secret Fury)
- 1950 : Vengeance corse (Vendetta)
- 1951 : Racket (The Racket) (avec John Cromwell, Tay Garnett, Nicholas Ray et Sherman Todd, non crédité)
- 1952 : Le Paradis des mauvais garçons (Macao) (avec Josef von Sternberg et Nicholas Ray, non crédité)
- 1959 : Vertes Demeures (Green Mansions)
- 1965 : Cabriola - également scénariste et producteur délégué

#### En tant que producteur
- 1966 : Le Greco (El Greco) de Luciano Salce
- 1967 : Seule dans la nuit (Wait Until Dark) de Terence Young
- 1971 : Le Visiteur de la nuit (The Night Visitor) de László Benedek
- 1972 : Du rififi à l'ambassade (Embassy) de Gordon Hessler
- 1972 : Le Temps d'aimer (A Time for Loving) de Christopher Miles
- 1974 : W de Richard Quine

### Télévision

#### En tant qu'acteur
- 1973 : Columbo, épisode Requiem pour une star (2.5) : Jerry Parks
- 1978 : Le Retour du capitaine Nemo (The Return of Captain Nemo) de Alex March et Paul Stader (en) : docteur Robert Cook
- 1980 : Les Diamants de l'oubli (The Memory of Eva Ryker) de Walter Grauman : docteur Sanford
- 1985 : Arabesque, épisode Meurtre au paradis (2.1)
- 1986 : Pierre le Grand de Marvin J. Chomsky
- 1986 : Au-dessus de la loi (Outrage!) de Walter Grauman : le juge Michael Lengel

#### En tant que producteur
- 1982 : À cause d'une chaussure (One Shoe Makes It Murder) de William Hale

## Distinctions
- 1960 : Hollywood Walk of Fame, étoile inaugurée le 8 février devant le 6268 Hollywood Blvd.

## Anecdotes
- Mel Ferrer a écrit un livre pour les enfants, Tito's Hats, paru en 1940.
- Il parlait très bien le français et l'espagnol[réf. nécessaire].
- Il n'a aucun lien de parenté avec les acteurs José Ferrer et Miguel Ferrer.